# El síndrome de Ulises (serie de televisión)
El síndrome de Ulises es una serie de televisión de drama médico producida por FicciON TV para la cadena de española Antena 3, que la estrenó el 9 de octubre de 2007 y finalizó el 5 de octubre de 2008. Está ambientada en una barriada española donde el doctor Ulises, personaje de alta sociedad que encarna el actor Miguel Ángel Muñoz, tendrá que afrontar a regañadientes una realidad muy distinta a la que él estaba acostumbrado.

## Reparto
- Ulises Gaytán de Arzuaga (Miguel Ángel Muñoz).

Coordinador del centro de salud Arroyo Pingarrón (Temporadas 1 y 2) - Ex-coordinador, Médico (Temporada 3) del centro de salud Arroyo Pingarrón
- Reyes Almagro (Olivia Molina).

Enfermera del centro de salud.
- Cristóbal Cabrero (Nancho Novo).

Médico de familia y psicólogo del centro de salud
- Juanjo Tapias (Juanma Cifuentes).

Administrativo del centro de salud
- Estela Miralles (Toni Acosta).

Trabajadora Social del centro de salud
- Blanca Morón (Yailene Sierra).

Pediatra del centro de salud.
- Taburete (Julián Villagrán).

Toxícomano rehabilitado gracias a Reyes, ahora organiza los turnos en la sala de espera del centro de salud. Su verdadero nombre es Ricardo Nanclares.
- Leonor Philips Leguineche (María Ruiz).

Sobrina de Leguineche.
- Rai Salazar (Javier Mora).

Mafioso gitano del barrio de Arroyo Pingarrón.
- Gloria (Carla Antonelli). Arrendataria transexual del Bar "Sol y Sombra", al que acuden regularmente los trabajadores del centro de salud.
- Lucía (Elisa Drabben).

Hija ciega de 12 años de Gloria, arrendataria transexual del Bar "Sol y Sombra".
- Asunción (Gloria Muñoz).

Jubilada cascarrabias. Vive sola en un piso alto sin ascensor y nunca sale de casa. Continuamente requiere la visita de Ulises a su domicilio.
- Claudia Gaytán de Arzuaga (Carla Nieto).

Hermana de Ulises
- Teresa (Mireia Ros).

Madre de Ulises y Claudia, exmujer de Gonzalo Gaytán de Arzuaga.
- Andrés Santolaya (Pablo Derqui).

Amigo de Ulises
- Gonzalo Gaytán de Arzuaga (Pep Molina).

Padre de Ulises. Montó un desfalco en la clínica familiar y desapareció. Poco después fue atrapado y encerrado en la cárcel. Se fugó durante un concierto del grupo de Isaac y se refugió en casa de Rai. Con la ayuda de Jota Jota consigue un pasaporte falso y se va a México para buscar a Marina, de quien dice seguir enamorado, y montar una clínica allí.
- Leguinetxe (Jorge de Juan).

Abogado de la familia Gaytán. Consigue que Teresa se divorcie de Gonzalo y se casan.
- Isaac (Gotzon Sánchez).

Exmarido de Reyes. Se divorciaron tras el final de la primera temporada. Formó un grupo de música tocando "rumbancicos", una mezcla de rumba y villancicos, teniendo mucho éxito.
- Eduardo Guzmán (David Luque)
- Jota Jota Gaytán de Arzuaga (Fernando Tejero).

Cuando llegó a Arroyo Pingarrón decía ser hijo de Gonzalo Gaytán de Arzuaga, de una aventura que tuvo en Córdoba con una enfermera. Poco después consiguió dar clases de boxeo en el centro de salud, pero estas fueron suspendidas al utilizar los niños las lecciones aprendidas para delinquir. Al perder el dinero de una apuesta pone en venta la casa de Ulises y cobra una señal. En ese momento revela que no es el verdadero hijo de Gonzalo, y se marchó.
- Ceferino (Enrique Villén).

Mafioso que trabaja para Rai.
- Jonathan (Chiqui Maya).

Compañero de trabajo de Ceferino que también trabaja a las órdenes de Rai.
- Merino (Roberto Correcher).

Nuevo vigilante de seguridad del centro de salud.
- Rolo (Isaac Vidjrakou).

Camarero caribeño del "Sol y Sombra".
- Charly (Javier Ríos).

Nuevo enfermero del centro, compañero de instituto de Reyes.
- Dolores (Lolita).

Madre de Rai.
- Tío Braulio (Mario Pardo).

Hermano del padre de Rai. Hace muchos años tuvo una pelea con éste y se marchó. El día de la boda de Arabia, la hermana de Rai, regresó tras haber estado preso en Portugal. Poco después empezó a hacerse con el imperio de su sobrino. Cuando Rai lo descubre, le desafía a un duelo. Antes de empezar, Dolores le cuenta a Rai que el tío Braulio es en realidad su verdadero padre, y por eso se peleó en el pasado con Raimundo Salazar padre. Durante el duelo, Rai le propone repartir su imperio entre los dos, al tiempo que le dice "papá". Se suicidó poco después.
- Manolo (Javivi)
- Tano Almagro (Héctor Mora).

Hermano exconvicto de Reyes.
- Richi (Raúl Amores).

Novio de Claudia.
- Jesús Muñoz Olaizola (Toni Cantó).

El nuevo párroco de Arroyo Pingarrón. Tuvo una hija en Bolivia. Tiene una aventura con Estela, a causa de la cual cree que el hijo que está esperando Estela es suyo
- Amaranta (Alejandra Zuleta).

## Temporadas y episodios
| Temporada | Temporada | Episodios | Estreno                 | Final                | Audiencia media | Audiencia media | Audiencia media |
| Temporada | Temporada | Episodios | Estreno                 | Final                | Espectadores    | Cuota           |                 |
| --------- | --------- | --------- | ----------------------- | -------------------- | --------------- | --------------- | --------------- |
|           | 1         | 13        | 9 de octubre de 2007    | 28 de enero de 2008  | 2 746 000       | 16,2%           |                 |
|           | 2         | 8         | 10 de abril de 2008     | 29 de mayo de 2008   | 2 333 000       | 14,9%           |                 |
|           | 3         | 5         | 7 de septiembre de 2008 | 5 de octubre de 2008 | 1 559 000       | 12,2%           |                 |
| Total     | Total     | 26        | 9 de octubre de 2007    | 5 de octubre de 2008 | 2 390 000       | 15,1%           |                 |

## Primera temporada
| N.º | Título                             | Dirigido por                     | Escrito por                        | Fecha de emisión original | Audiencia (millones) |
| --- | ---------------------------------- | -------------------------------- | ---------------------------------- | ------------------------- | -------------------- |
| 1   | «Ulises en Martes»                 | Roberto Santiago                 | Verónica Fernández e Ignacio Moral | 9 de octubre de 2007      | 3 093 000 (17,4%)    |
| 2   | «El rey del barrio»                | Daniela Fejerman                 | Verónica Ferández e Ignacio Moral  | 16 de octubre de 2007     | 2 988 000 (15,8%)    |
| 3   | «Milagro en Arroyo Pingarrón»      | Eduardo Milewicz                 | Verónica Fernández e Ignacio Moral | 23 de octubre de 2007     | 2 319 000 (14,8%)    |
| 4   | «Plaga de meteoritos»              | Inma Torrente                    | Verónica Fernández e Ignacio Moral | 30 de octubre de 2007     | 2 657 000 (15,3%)    |
| 5   | «Viejos conocidos»                 | Elías León Siminiani             | Joan Barbero                       | 6 de noviembre de 2007    | 2 475 000 (16,7%)    |
| 6   | «Mentiras piadosas»                | Eduardo Milewicz                 | Juan Vicente Pozuelo               | 13 de noviembre de 2007   | 2 770 000 (16,6%)    |
| 7   | «Variedades de hongos»             | Inma Torrente                    | Carlos López                       | 20 de noviembre de 2007   | 2 876 000 (16,0%)    |
| 8   | «Amor de madre»                    | Álvaro Fernández-Armero          | Juan Vicente Pozuelo               | 4 de diciembre de 2007    | 2 612 000 (15,0%)    |
| 9   | «Arroyo Pingarrón vs San Clemente» | Roberto Santiago                 | Verónica Fernández e Ignacio Moral | 11 de diciembre de 2007   | 2 880 000 (20,0%)    |
| 10  | «Como tortuga con caparazón»       | Inma Torrente                    | Carlos López                       | 18 de diciembre de 2007   | 2 682 000 (15,2%)    |
| 11  | «No nos moverán»                   | Álvaro Fernández-Armero          | Verónica Fernández e Ignacio Moral | 14 de enero de 2008       | 2 847 000 (16,0%)    |
| 12  | «Las apariencias no engañan»       | Eduardo Milewicz                 | Verónica Fernández e Ignacio Moral | 21 de enero de 2008       | 2 839 000 (16,8%)    |
| 13  | «Tocata y fuga»                    | Inma Torrente y Roberto Santiago | Verónica Fernández e Ignacio Moral | 28 de enero de 2008       | 2 658 000 (15,6%)    |

## Segunda temporada
| N.º | Título                         | Dirigido por            | Escrito por                        | Fecha de emisión original | Audiencia (millones) |
| --- | ------------------------------ | ----------------------- | ---------------------------------- | ------------------------- | -------------------- |
| 14  | «Volver»                       | Álvaro Fernández-Armero | Verónica Fernández e Ignacio Moral | 10 de abril de 2008       | 2 041 000 (17,4%)    |
| 15  | «Que viene la plaga»           | Inma Torrente           | Carlos López                       | 17 de abril de 2008       | 2 802 000 (16,8%)    |
| 16  | «Pingarrona woman»             | Roberto Santiago        | Juan Vicente Pozuelo               | 24 de abril de 2008       | 2 588 000 (16,0%)    |
| 17  | «Una cuestión personal»        | Álvaro Fernández-Armero | Verónica Fernández                 | 1 de mayo de 2008         | 1 990 000 (13,8%)    |
| 18  | «Cruce de navajas»             | Inma Torrente           | Carlos López                       | 8 de mayo de 2008         | 2 497 000 (14,5%)    |
| 19  | «Cuarentena»                   | Jorge Iglesias          | Juan Vicente Pozuelo               | 15 de mayo de 2008        | 2 242 000 (13,6%)    |
| 20  | «Cuenta pendiente (1.º parte)» | Álvaro Fernández-Armero | Verónica Fernández                 | 22 de mayo de 2008        | 2 149 000 (13,1%)    |
| 21  | «Cuenta pendiente (2.º parte)» | Inma Torrente           | Verónica Fernández                 | 29 de mayo de 2008        | 2 354 000 (14,0%)    |

## Tercera temporada
| N.º | Título                      | Dirigido por            | Escrito por                        | Fecha de emisión original | Audiencia (millones) |
| --- | --------------------------- | ----------------------- | ---------------------------------- | ------------------------- | -------------------- |
| 22  | «Ulises, ten cuidao»        | Álvaro Fernández-Armero | Verónica Fernández e Ignacio Moral | 7 de septiembre de 2008   | 1 880 000 (14,0%)    |
| 23  | «Manos arriba»              | Inma Torrente           | Carlos López                       | 14 de septiembre de 2008  | 1 738 000 (11,5%)    |
| 24  | «Salir de Arroyo Pingarrón» | Jorge Iglesias          | Juan Vicente Pozuelo               | 21 de septiembre de 2008  | 1 798 000 (10,1%)    |
| 25  | «El ángel de la guarda»     | Eduardo Milewicz        | Verónica Fernández e Ignacio Moral | 28 de septiembre de 2008  | 1 339 000 (13,9%)    |
| 26  | «Duelo sobre ruedas»        | Inma Torrente           | Carlos López                       | 5 de octubre de 2008      | 1 042 000 (11,6%)    |

## Audiencias
| Temporada | Temporada | Episodio número | Episodio número | Episodio número | Episodio número | Episodio número | Episodio número | Episodio número | Episodio número | Episodio número | Episodio número | Episodio número | Episodio número | Episodio número |
| Temporada | Temporada | 1               | 2               | 3               | 4               | 5               | 6               | 7               | 8               | 9               | 10              | 11              | 12              | 13              |
| --------- | --------- | --------------- | --------------- | --------------- | --------------- | --------------- | --------------- | --------------- | --------------- | --------------- | --------------- | --------------- | --------------- | --------------- |
|           | 1         | 3.093           | 2.988           | 2.319           | 2.657           | 2.475           | 2.770           | 2.876           | 2.612           | 2.880           | 2.682           | 2.847           | 2.839           | 2.658           |
|           | 2         | 2.041           | 2.802           | 2.588           | 1.990           | 2.497           | 2.242           | 2.149           | 2.354           | —               | —               | —               | —               | —               |
|           | 3         | 1.880           | 1.738           | 1.798           | 1.339           | 1.072           | —               | —               | —               | —               | —               | —               | —               | —               |